# Élisabeth Chaud
Elisabeth Chaud (ur. 7 grudnia 1960 w Puy-Saint-Vincent) – francuska narciarka alpejska.

## Kariera
W zawodach Pucharu Świata zadebiutowała 1 lutego 1977 roku w Val d’Isère, gdzie została zdyskwalifikowana w drugim przejeździe slalomu. Pierwsze punkty wywalczyła 19 marca 1979 roku w Furano, gdzie zajęła 20. miejsce w gigancie. Na podium zawodów tego cyklu pierwszy raz stanęła 22 grudnia 1981 roku w Chamonix, wygrywając rywalizację w gigancie. W zawodach tych wyprzedziła Irene Epple z RFN i Erikę Hess ze Szwajcarii. W kolejnych startach jeszcze trzy razy stawała na podium, za każdym razem w zjeździe: 13 stycznia 1982 roku w Grindelwald była trzecia, a 19 stycznia 1982 roku w Badgastein i 14 stycznia 1983 roku w Schruns zajmowała drugie miejsce. W sezonie 1981/1982 zajęła jedenaste miejsce w klasyfikacji generalnej, a w klasyfikacji zjazdu była ósma.
Wystartowała w zjeździe na igrzyskach olimpijskich w Sarajewie w 1984 roku, ale nie ukończyła rywalizacji. Był to jej jedyny start olimpijski. Podczas rozgrywanych dwa lata później mistrzostw świata w Schladming zajęła w tej samej konkurencji szesnaste miejsce.

## Osiągnięcia

### Igrzyska olimpijskie
| Miejsce | Dzień     | Rok  | Miejscowość | Konkurencja | Czas biegu | Strata | Zwyciężczyni   |
| ------- | --------- | ---- | ----------- | ----------- | ---------- | ------ | -------------- |
| DNF     | 16 lutego | 1984 | Sarajewo    | Zjazd       | 1:13,36    | -      | Michela Figini |

### Mistrzostwa świata
| Miejsce | Dzień    | Rok  | Miejscowość | Konkurencja | Czas biegu | Strata | Zwyciężczyni   |
| ------- | -------- | ---- | ----------- | ----------- | ---------- | ------ | -------------- |
| 16.     | 4 lutego | 1982 | Schladming  | Zjazd       | 1:37,47    | +1,80  | Gerry Sorensen |

### Puchar Świata

#### Miejsca w klasyfikacji generalnej
- sezon 1978/1979: 69.
- sezon 1980/1981: 41.
- sezon 1981/1982: 11.
- sezon 1982/1983: 17.
- sezon 1983/1984: 46.
- sezon 1984/1985: 62.
- sezon 1985/1986: 73.

#### Miejsca na podium
1. Chamonix – 22 grudnia 1981 (gigant) – 1. miejsce
2. Grindelwald – 13 stycznia 1982 (zjazd) – 3. miejsce
3. Badgastein – 19 stycznia 1982 (zjazd) – 2. miejsce
4. Schruns – 14 stycznia 1983 (zjazd) – 2. miejsce